# Takumi Hayama
Takumi Hayama ((羽山 拓巳 Hayama Takumi?, nacido el 20 de mayo de 1978 en Kanagawa) es un exfutbolista japonés. Jugaba de defensa y su último club fue el Tokyo Verdy de Japón.

## Trayectoria

### Clubes
| Club           | País  | Año         |
| -------------- | ----- | ----------- |
| Tokyo Verdy    | Japón | 2001 - 2003 |
| Vegalta Sendai | Japón | 2003        |
| FC Horikoshi   | Japón | 2004 - 2005 |
| Tokyo Verdy    | Japón | 2006        |